# Tarará
Tarará es el tercer disco del compositor mexicano Gerardo Enciso. Fue grabado en 2000, bajo el sello Fugazi Records.

## Lista de canciones
1. «Mírame desaparecer» - (original de Roberto Ponce)
2. «¿Donde estará?»
3. «El abuelo»
4. «El vino»
5. «Sol inhalado»
6. «Una mirada así»
7. «La rockola»
8. «Sueño # 10»
9. «Guadalajara otra vez»
10. «Exquisito cadáver»
11. «Salamandra»
12. «La Niña 1»
13. «La Niña 2»
14. «Flor de mal»
15. «La vela»
16. «La busqué... la encontré»
17. «Tarará»

## Participaciones
- Ely Guerra (reconocida como Liz War en los créditos), voz en Exquisito cadáver.
- Alejandro Marcovich, guitarra eléctrica en prácticamente todos los temas.
- Ricardo Castillo, poesía en La Niña 2.

- Datos: Q9081899